# وست وینا (ایلینوی)
وست وینا (به انگلیسی: West Vienna) یک منطقهٔ مسکونی در ایالات متحده آمریکا است که در شهرستان جانسون، ایلینوی واقع شده‌است. وست وینا ۱۲۰٫۰۹ متر بالاتر از سطح دریا واقع شده‌است.